# Macrostomus cysticercus
Macrostomus cysticercus är en tvåvingeart som beskrevs av Smith 1963. Macrostomus cysticercus ingår i släktet Macrostomus och familjen dansflugor. Inga underarter finns listade i Catalogue of Life.